# Broken Arrow (canción)
«Broken Arrow» es una canción del músico canadiense Neil Young y publicada en el álbum del grupo Buffalo Springfield Buffalo Springfield Again en 1967. La canción fue grabada entre agosto y septiembre de 1967 en los Columbia Recording Studios y los Sunset Sound Recorders, e incorpora ideas musicales de «Down Down Down», una demo que Young grabó con Buffalo Springfield.

## Historia
«Broken Arrow» es una canción folk rock que consiste en tres estrofas intercaladas por sonidos de órgano, piano, bajo, batería y clarinete. La canción comienza con los aplausos de un público, una grabación realizada en un concierto de The Beatles, y la introducción del tema «Mr. Soul» grabada en directo en el estudio. La segunda estrofa comienza con los abucheos de otro público y un extracto del tema "Take Me Out to the Ball Game", antes de varios efectos de sonido que preceden la siguiente estrofa. También incluye el sonido de un tambor militar con redobles, primero lentos y posteriormente más fuertes. Al final se puede escuchar un combo de jazz, primero con el sonido de un clarinete seguido por un piano, hasta que se desvanece y solo se escucha el latido de un corazón.
Cada una de las tres estrofas utilizan una imaginería surrealista que hace frente a emociones como la vacuidad de la fama, la angustia de un adolescente y la desesperanza, y contiene autoreferencias al grupo y a la vida de Young. Todas las estrofas terminan con los versos:

Did you see them, did you see them?
Did you see them in the river?
They were there to wave to you.
Could you tell that the empty-quivered
Brown-skinned Indian on the banks
That were crowded and narrow,
Held a broken arrow?

Una versión en acústica y en solitario aparece en el álbum Sugar Mountain - Live at Canterbury House 1968, publicado por Reprise Records en 2008. 